# Avelångtjärnen
Avelångtjärnen är en sjö i Sundsvalls kommun i Medelpad som ingår i Ljungans huvudavrinningsområde.